# Altrincham
Altrincham (engelskt uttal: [ˈɒltrɪŋəm] lyssna (fil)) är en stad i grevskapet Greater Manchester i England. Staden ligger i distriktet Trafford, 13 kilometer sydväst om centrala Manchester och 16 kilometer öster om Warrington. Tätortsdelen (built-up area sub division) Altrincham hade 52 419 invånare vid folkräkningen år 2011.